# Capitainerie de la Baie de Tous les Saints

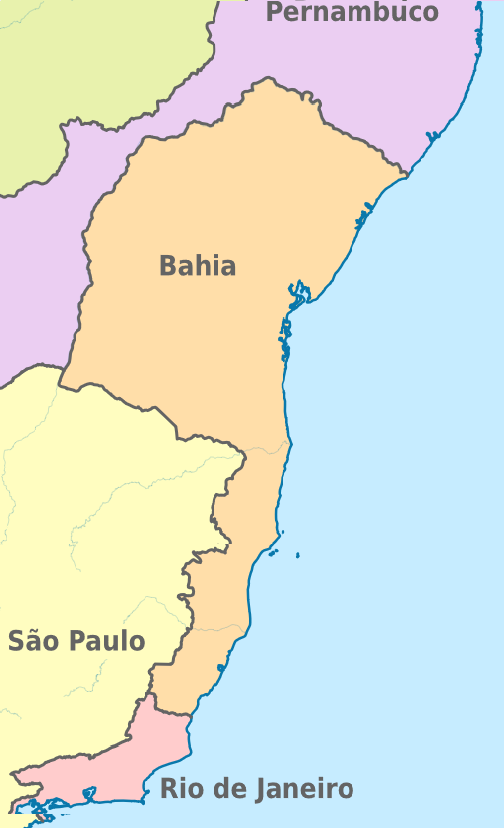
Carte de la Capitainerie de la Baía en 1709.

La Capitainerie de la Baía de Todos os Santos fut une des capitaineries du Brésil durant la période coloniale.

## Histoire
La côte de l'actuel État brésilien de Bahia fut découverte et explorée par des navigateurs portugais depuis 1500 et fut, ensuite, la cible de l'action de la contrebande du “pau-brasil” (Paubrasilia echinata).
La baie qui lui a donné son nom fut découverte le 1er novembre - dédié, dans le calendrier catholique à Tous les Saints- par la première expédition exploratoire en 1501.
Avec l'établissement par la Couronne Portugaise du système de Capitaineries Héréditaires pour la colonisation du Brésil en 1534, le territoire de l'actuel État de Bahia était distribué en plusieurs lots : 
- de l'embouchure du Rio São Francisco à celle du Rio Jaguariçá, donnée à Francisco Pereira Coutinho (Capitainerie da Baía de Todos os Santos);
- de l'embouchure Rio Jaguariçá à celle du Rio Coxim, a Jorge de Figueiredo Correia (Capitainerie d'Ilhéus); et
- de l'embouchure Rio Coxim à celle do Rio Mucura, à Pero de Campos Tourinho (Capitainerie de Porto Seguro).

Le lot correspondant à la capitainerie de la Baie fut donné le 5 mars 1534. Quand le donataire arriva, deux ans plus tard, il existait dans la baie une petite communauté d'européens dont Diogo Álvares Correia, le Caramuru, avec son épouse, Catarina Paraguaçu, et beaucoup d'enfants. Avec l'aide de ceux-ci, Francisco Pereira Coutinho fonda un peuplement (Vila du Pereira, puis Vila Velha, 1536) sur les hauteurs de Santo Antônio da Barra, où il construisit une maison forte (Castelo do Pereira). La paix régna pendant quelques années. On construisit des engenhos et on éparpilla les cultures de canne à sucre, de coton et de tabac.
À la fin de la décennie, l'établissement initial fut détruit par une attaque en masse des Tupinambas (1545), ce qui obligea les colons à se réfugier dans la capitainerie voisine de Porto Seguro. Après une négociation de paix, retournant à la Vila Velha, le donataire et les colons naufragèrent pendant une tempête en face de l'Île de Itaparica et furent tous capturés et dévorés par les Indigènes (1547). Vu cette tragédie, les terres de Francisco Coutinho furent rachetées à ses héritiers par la Couronne portugaise (1548) pour y établir le Gouvernement Général de la colonie. À la même époque, les capitaineries de Ilheus et de Porto Seguro furent aussi dévastées par les indigènes révoltés. La Capitainerie Royale de Baia devint le siège de la colonie portugaise en Amérique avec la fondation, par le premier Gouverneur-Général,Tomé de Sousa de la ville de Salvador de Bahia. Les îles et les terres du Recôncavo se transformerions en capitainerie autonome :
- Capitainerie de Itaparica : - donnée en sesmarie par le Gouverneur général Tomé de Sousa a D. Violante da Câmara, fut transformée en capitainerie et donnée en 1558 à son fils, Antônio de Ataíde, premier comte da Castanheira qui la transmit à son fils homonyme.
- Capitainerie de Paraguaçu : - la sesmarie du rio Paraguaçu, donnée à Álvaro da Costa, fils do Gouverneur-général Duarte da Costa, fut transformée en capitainerie en 1566, en récompense pour l'aide du donataire dans l'expulsion des indigènes du Recôncavo. Par un document de 1571, on sait que ces terres « allaient de la partie de la barre du Rio de Peroassu partie sud jusqu'à la barre du Rio Jaguaripe par la côte ».

À la veille de l'Indépendance du Brésil, le 28 février 1821, la capitainerie devint une province et le resta durant toute la période impériale. Avec la proclamation de la république, la province devint l'actuel État de Bahia.

## Source
- (pt) Cet article est partiellement ou en totalité issu de l’article de Wikipédia en portugais intitulé « Capitania da Baía de Todos os Santos » (voir la liste des auteurs).